# Стройовий огляд
Стройови́й о́гляд — захід в процесі військової служби, що проводиться при кожній інспекції (перевірці) військової частини (полку) чи самостійно командиром за планом основних заходів в порядку, зазначеному у стройовому статуті ЗС України.

## Мета
Стройовий огляд проводиться з метою визначення ступеня стройових навичок кожного військовослужбовця та стройового злагодження підрозділів в порядку і за правилами, що визначені у стройовому статуті.
На стройовому огляді перевіряється
- зовнішній вигляд військовослужбовців,
- наявність і стан спорядження, озброєння і техніки
- під час інспектування, крім того, проводиться опитування військовослужбовців у порядку, визначеному Статутом внутрішньої служби
- опитування військовослужбовців може також проводитися під час перевірок.

## Особливості
- Стройовим оглядом починається будь-яка перевірка чи інспекція військової частини[1]
- Кожний стройовий огляд закінчується проходженням підрозділу (частини) урочистим маршем і виконанням стройових пісень підроз-

ділами.
- Стройовий огляд проводиться прямими начальниками або особами, призначеними для інспектування (перевірки).
- Особам, які проводять стройовий огляд, дозволяється залежно від мети та завдань огляду, а також залежно від виконання програми бойової підготовки визначити порядок проведення стройового огляду.
- Напередодні огляду начальник, який проводить огляд, повідомляє командира підрозділу (частини) про час, місце, порядок шикування

та проведення огляду, про форму одягу, а також про те, яку зброю і техніку вивести на огляд.
- Стройовий огляд роти, батальйону та полку проводиться у пішому порядку або на машинах.
- На огляд у пішому порядку виводиться весь особовий склад підрозділу (частини) з особистою зброєю, а на огляд на машинах, крім

того, все озброєння і техніка.
- Безпосередньо порядок проведення стройового огляду для роти, батальйону і полку детально розписаний у відповідних розділах стройового статуту, а порядок шикування проілюстрований відповідними малюнками.
- Для стройового огляду полк із Бойовим Прапором шикується на плацу в лінію ротних або взводних колон; командир полку — перед серединою строю за 20-30 кроків. За відсутності оркестру ротні сигналісти-барабанщики за командою старшого шикуються на місці, визначеному для оркестру. Коли стройовий огляд полку проводиться у складі дивізії, командир полку стає на правому фланзі полку.
- Зустріч начальника та виконання військового вітання проводиться так, як визначено для роти та батальйону; при цьому в рапорті називається повне найменування полку з переліком наданих йому почесних найменувань і орденів.
- Після виконання військового вітання за командою командира полку «Вільно» командири батальйонів виходять із строю

та стають за десять кроків перед серединою своїх батальйонів, а командири окремих рот (батарей) — за п'ять кроків.
- Командир полку чи особа, яка прибула для перевірки, проводять опитування особового складу (як зазначено у дисциплінарному статуті)[3][4]
- Полк проходить урочистим маршем перед начальником, який проводить огляд, побатальйонно або поротно.[5]
- Для проходження урочистим маршем командир полку подає команди: «Полк, СТРУНКО. До урочистого маршу, поротно (побата-

льйонно), на стільки-то лінійних дистанцій, перша рота (батальйон, управління полку) прямо, решта право-РУЧ»; «На ре-МІНЬ» («Автомати на — ГРУДИ»); «Рівняння праворуч, кроком — РУШ».
- За командою «До урочистого маршу» начальник штабу та заступники командира полку виходять із строю і стають за два кроки попе-

реду Бойового Прапора, а командири батальйонів, рот, взводів та оркестр (сигналісти-барабанщики) виходять із строю та стають, як викладено у статтях 193 і 199стройового статуту.
- За командою «РУШ» оркестр починає грати марш (сигналісти-барабанщики б'ють «Похідний марш»), а головна рота (батальйон, управ

ління полку) починає рух стройовим кроком прямо. Інші підрозділи, повернувшись праворуч, доходять до місця, де стояла головна рота, повертаються ліворуч (заходять плечем), за командою своїх командирів «НА МІСЦІ» вирівнюються, тримаючи визначені дистанції, і за командою «ПРЯМО» прямують за підрозділом, що йде попереду. Прапороносець та його асистенти під час проходження урочистим маршем голову в бік начальника не повертають.
- Коли останній підрозділ полку мине начальника, який проводить огляд, оркестр (сигналісти-барабанщики) за командою (сигналом)

військового диригента (старшого сигналіста-барабанщика), не припиняючи грати (бити в барабан), починає рух прямо, а з виходом на лінію проходження урочистим маршем слідом за військовим диригентом (старшим сигналістом-барабанщиком) повертається ліворуч (заходить плечем) і стройовим кроком проходить повз начальника; минувши начальника на одного-двох лінійних, гра оркестру (биття в барабан) припиняється.